# Uileacu de Beiuș (gmina)
Uileacu de Beiuș – gmina w Rumunii, w okręgu Bihor. Obejmuje miejscowości Forău, Prisaca, Uileacu de Beiuș i Vălanii de Beiuș. W 2011 roku liczyła 2483 mieszkańców.